# أركتوس: رحلة داخلية عن مايك هورن
أركتوس: رحلة داخلية عن مايك هورن، هو فيلم وثائقي من إخراج السويسري رافاييل بلان، صدر عام 2005.

## طاقم العمل
- المخرج - المنتج: رافاييل بلان
- Images : مايك هورن - رافاييل بلان - ستيفان براسي - جان-فيليب.
- الموسيقى: فيل كولينز
- تحرير: تشارلز دي فيشر
- الإنتاج: أرتميس أفلام إنتاج

## مواعيد الإصدار
- سويسرا:5 يوليو 2005 (الناطقة بالفرنسية السويسرية)
- إيطاليا:1 نوفمبر 2005 (مهرجان FICTS في ميلانو)
- كندا: 4 نوفمبر 2005 (مهرجان بانف السينمائي الجبل)
- ألمانيا: 14 مارس 2006

## الجوائز والأوسمة
- الدور النهائي في مهرجان بانف السينمائي الجبل (في)، 2005
- المسابقة الرسمية في المهرجان الدولي للفيلم دو الفرنكوفونية دي نامور 2005
- المسابقة الرسمية في مهرجان مغامرة في ديجون 2005

## وصلات خارجية
- أركتوس: رحلة داخلية عن مايك هورن على موقع IMDb (الإنجليزية)
- أركتوس: رحلة داخلية عن مايك هورن على موقع قاعدة بيانات الفيلم (الإنجليزية)
- أركتوس: رحلة داخلية عن مايك هورن على موقع ليتربوكسد (الإنجليزية)
- أركتوس: رحلة داخلية عن مايك هورن على موقع كينوبويسك (الروسية)

- Site web de Mike Horn
- Fiche IMDb
- Artemis Films Productions